# Панні
Панні (італ. Panni) — муніципалітет в Італії, у регіоні Апулія, провінція Фоджа.
Панні розташоване на відстані близько 250 км на схід від Рима, 135 км на захід від Барі, 38 км на південний захід від Фоджі.
Населення — 820 осіб (2014).
Щорічний фестиваль відбувається 26 серпня. Покровитель — San Costanzo.

## Демографія
Населення за роками:

Станом на 1 січня 2023 року в муніципалітеті офіційно проживало 5 іноземців з 4 країн, серед них 3 громадяни країн Євросоюзу та 1 громадянин України.

## Сусідні муніципалітети
- Аккадія
- Бовіно
- Монтагуто
- Монтелеоне-ді-Пулья
- Орсара-ді-Пулья
- Савіньяно-Ірпіно